# Абукаев-Эмгак, Вячеслав Александрович
Вячеслав Александрович Абукаев-Эмгак (1959—2008) — русский советский и марийский писатель, прозаик, драматург, литературный критик и переводчик. Член Союза писателей СССР с 1991 года. Лауреат Государственной молодёжной премии Марий Эл имени Олыка Ипая (1990) и Государственной премии Республики Марий Эл имени М. Шкетана (2007). Народный писатель Марий Эл (2006).

## Биография
Родился 5 января 1959 года в деревне Токтарово Мишкинского района Башкирской АССР.
С 1975 по 1980 год обучался на историко-филологическом факультете Марийского государственного университета, в период обучения в университете начал участвовать в литературном кружке, возглавляемом известным поэтом С. В. Николаевым. С 1980 по 1990 год работал в различных республиканских печатных редакциях, в том числе в литературно-художественном журнале «Ончыко». С 1990 по 1992 год работал в аппарате Союза писателей Марийской АССР и заместителем председателя Марийского отделения Всесоюзного фонда культуры. С 1990 года — заведующий литературной частью Марийского национального театра драмы имени М. Шкетана.
Член Союза писателей СССР с 1991 года, член Правления Союза писателей Республики Марий Эл. В 1978 году из-под пера Абукаева вышел рассказ «Прошлое не вернуть», напечатанный в литературно-художественном журнале «Ончыко». В 1982 году в Марийском книжном издательстве вышел его сборник «Хлеб-соль».
В 1985 году вышла его комедия «Корова не пропала», которая была поставлена на сцене Марийского национального театра драмы имени М. Шкетана. В последующем последовали романы и повести «Никогда не вернёшь» (1989), роман «Судьба» в двух частях (1991—1992), повесть «Жребий» (1995). Известны его пьесы в жанре сказки, трагифарса, комедии и драмы «Корова не пропала» (1985), «Волшебная свирель» (1990), «Черногривый белый буран» (1994), «Золотой орех» (1998), «Большая свадьба на маленькой улице» (1999), «Под солнцем светлым» (2002), «Часы с кукушкой» (2004), «Алиса, Анфиса, Аниса» (2005), «Серебряный колокольчик» (2006), которые ставились на сценах Марийского национального театра драмы имени М. Шкетана, Республиканского театра кукол и в Марийском театре юного зрителя.
Литературные произведения писателя переводились на русский, удмуртский, башкирский, татарский, мордовский, чувашский, коми и украинский языки.
В 1990 году В. А. Абукаеву была присвоена Государственная молодёжная премия Марий Эл имени Олыка Ипая области литературы, в 1999 году — почётное звание «Заслуженный деятель искусств Марий Эл», в 2013 году — народный писатель Республики Марий Эл. В 2007 году за постановку пьес был удостоен Государственной премии Республики Марий Эл в области театрального искусства имени М. Шкетана.
Скончался 29 мая 2008 года в Йошкар‑Оле Марий Эл.

### Литературные произведения
- Никогда не вернёшь: Повести и рассказы / Вячеслав Абукаев. — Йошкар-Ола: Марийское кн. изд-во, 1989. — 221 с.
- Судьба: Роман / Вячеслав Абукаев-Эмгак. — Йошкар-Ола: Марийское кн. изд-во, 1991—1992.
  - Кн. 1: Бабье лето. 1991. — 302 с. — ISBN 5-7590-0156-6
  - Кн. 2: Иван-Эвлес. 1992. — 285 с. — ISBN 7590-0156-6
- Жребий: Повесть и рассказы / Вячеслав Абукаев-Эмгак; [Вступ. ст. С. Николаева, С. Чавайна; Оформ. худож. Т. Г. Бахтиной]. — Йошкар-Ола: Марийск. кн. изд-во, 1995. — 365 с. — ISBN 5-7590-0675-5
- Семён Николаев / Вячеслав Абукаев-Эмгак; М-во культуры Респ. Марий Эл, Респ. центр нар. творчества. — Йошкар-Ола: Респ. центр нар. творчества, 1996. — 92 с.
- Воспоминание о золотой медали: повесть и рассказы / Вячеслав Абукаев-Эмгак. — Йошкар-Ола: Марийское кн. изд-во, 2005. — 200 с. — ISBN 5-7590-0675-5
- Пьесы / Вячеслав Абукаев-Эмгак. — Йошкар-Ола: Марийское кн. изд-во, 2005. — 368 с. — ISBN 5-7590-0675-5
- Ойпого: повесть, пьеса / Вячеслав Абукаев-Эмгак; Марий Эл Республикын Тӱвыра, печать да калык-влакын пашашт шотышто министерствыже, Башкортостан Республикын Культура да национальный политика шотышто министерствыже, Башкортостан Республикын Мишкан районысо адм., «Марий Эл» газет редакций. — Йошкар-Ола: [б. и.], 2008 г. — 687 с. — ISBN 978-5-91716-007-8

### Театральные постановки
- Корова не пропала: комедия / Вячеслав Абукаев-Эмгак. — Йошкар-Ола: Марийский национальный театр драмы имени М. Шкетана — 1985.
- Волшебная свирель: пьеса-сказка / Вячеслав Абукаев-Эмгак. -— Йошкар-Ола: Республиканский театр кукол -—1990 г.
- Черногривый белый буран: трагифарс / Вячеслав Абукаев-Эмгак. — Йошкар-Ола: Марийский театр юного зрителя — 1994 г.
- Золотой орех: пьеса-сказка / Вячеслав Абукаев-Эмгак. — Йошкар-Ола: Марийский театр юного зрителя — 1998 г.
- Большая свадьба на маленькой улице: комедия / Вячеслав Абукаев-Эмгак. — Йошкар-Ола: Марийский театр юного зрителя — 1999.
- Под солнцем светлым: драма / Вячеслав Абукаев-Эмгак. — Йошкар-Ола: Марийский национальный театр драмы имени М. Шкетана — 2002.
- Часы с кукушкой: драма / Вячеслав Абукаев-Эмгак. — Йошкар-Ола: Марийский национальный театр драмы имени М. Шкетана — 2004.
- Алиса, Анфиса, Аниса: комедия / Вячеслав Абукаев-Эмгак. — Йошкар-Ола: Марийский национальный театр драмы имени М. Шкетана — 2005.
- Серебряный колокольчик: сказка / Вячеслав Абукаев-Эмгак. — Йошкар-Ола: Марийский национальный театр драмы имени М. Шкетана — 2006.
- Бурлак Эчук возвращается: комедия / Вячеслав Абукаев-Эмгак. — Йошкар-Ола: Марийский национальный театр драмы имени М. Шкетана — 2007[1][2].

## Награды
- Народный писатель Республики Марий Эл (2013)[1]
- Заслуженный деятель искусств Марий Эл (1999)[1]

### Премии
- Государственная премия Республики Марий Эл в области театрального искусства имени М. Шкетана (2007)[1]
- Государственная молодёжная премия Марий Эл в области литературы имени Олыка Ипая (1990)[1]

## Память
- В Республике Марий Эл была создана Премия в области поэзии, драматургии, прозы и журналистики имени народного писателя Республики Марий Эл Вячеслава Абукаева-Эмгака[3].